# Ariel Tarico
Ariel Tarico (Santa Fe; 9 de junio de 1984) es un actor, locutor, caricaturista, humorista e imitador argentino.

## Carrera
Su vocación por la imitación comenzó desde muy chico imitando a Nito Artaza, Juan Carlos Calabró, Minguito, entre otros. Su padre era también imitador y hacía a Julio Mahárbiz y a Ginamaría Hidalgo. En los medios de comunicación de la capital santafesina dio sus primeros pasos en el humor, tanto en radio como en gráfica. 
Locutor Nacional recibido en ÉTER (Escuela Terciaria de Estudios Radiofónicos). En el año 1999 inició su carrera como humorista en LT10 Radio Universidad Nacional del Litoral. Posteriormente cursó talleres de actuaciones con Ana María Giunta, Ernesto Claudio y Jorge Varas. En el 2003 se instaló definitivamente en Buenos Aires donde comenzó su carrera.
En televisión intervino en los programas Bella tarde donde hizo de Nelson K caracterizando a Nelson Castro; y Solo una vuelta más, emitido por TN. También estuvo de invitado en programas de entretenimientos como Tiene la palabra.
En cine prestó su voz para la película animada Boogie, el aceitoso (2009), con dirección de Gustavo Cova, con Pablo Echarri; Jesús Ochoa y Nancy Dupláa.
En radio trabajó en los programas El Show de la Noticia (La 100); Primera Mañana (Radio Mitre, por el que fue premiado con un Martín Fierro; Dady 790 (Radio Mitre con Dady Brieva, donde solía cerrar el programa creando una canción con algún tema de actualidad con su personaje «Ignacio Copado»; El rifle y la gente; 1070 sombras de Tarico (Radio La Red;  Esta mañana (Radio Rivadavia) junto a Cristina Pérez; y Ahora Vengo, por Aire de Santa Fe, con la conducción de Luis Mino. Trabajó con grandes de la radiofonía argentina como Juan Carlos Mesa, Magdalena Ruiz Guiñazú, Lalo Mir, Chiche Gelblung, Roberto Pettinato y Santo Biasatti.
En teatro actuó con figuras de la talla de Fátima Florez, Dani La Chepi, Coco Sily y Sergio Denis. Actuó en las obras Fátima es Mágica, Cazuela de Taricos, Tarico on the Rotemberg, El Multipersonal y Tarico on the Rottemberg: Sean de Termos y Mabeles.
Entre sus imitaciones se encuentran las de Nelson Castro, Franco Macri, Flor de la V, Luis Ventura, Claudio María Domínguez, Elisa Carrió, Hugo Moyano, Sergio Massa, Carlos Saúl Menem, Julio Bárbaro, Adolfo Rodríguez Saá, Carlos Tévez, Jorge Lanata, Aníbal Fernández, Marcelo Bonelli, Dyango, Diego Armando Maradona, Mirtha Legrand, Tristán, Víctor Hugo Morales, Luis Majul, Papa Francisco, Pachu Peña y Alejandro Fantino.
Recibió seis Premios Martín Fierro, Premios Carlos, Premios VOSy Premio Estrella de Mar.
Tarico trabaja en Radio Rivadavia, donde participa en programas junto a Nelson Castro, Jonatan Viale y Cristina Pérez. En TN, colabora en el programa Solo una vuelta más de Diego Sehinkman, donde presenta caricaturas de personajes. Además, produce y conduce La semana de Tarico Fake News, un programa de resumen semanal de noticias. Paralelamente, se encuentra de gira con su espectáculo teatral Sean de Termos y Mabeles, junto a David Rotemberg.

## Vida privada
Desde el 2011 está casado con Ana con quien tuvo dos hijos.

## Televisión
| Año           | Programa                      | Canal | Rol               | Notas                                                                                            | Ref.                |
| ------------- | ----------------------------- | ----- | ----------------- | ------------------------------------------------------------------------------------------------ | ------------------- |
| 2024-presente | La semana de Tarico Fake News | TN    | Conductor         | Resumen semanal de noticias, donde presenta caricaturas de personajes y entrevistas a humoristas | Tarico Fake News    |
| 2022-presente | Solo una vuelta más           | TN    | Humorista estelar | Presenta caricaturas de personajes con Diego Sehinkman                                           | Solo una vuelta más |
| 2020-2021     | Nuestra tarde                 | TN    | Humorista estelar | Caracteriza personajes con Dominique Metzger                                                     | Nuestra tarde       |
| 2018-2020     | Bella tarde                   | TN    | Humorista estelar | Segmento de humor político, caracterizando al conductor Nelson Castro                            | Bella tarde         |

## Radio
| Año           | Programa                       | Emisora          | Rol               | Notas                  | Ref.             |
| ------------- | ------------------------------ | ---------------- | ----------------- | ---------------------- | ---------------- |
| 2023-presente | Pan y Circo                    | Radio Rivadavia  | Humorista estelar | Con Jonatan Viale      | Radio Rivadavia  |
| 2023          | Cristina Sin Vueltas           | Radio Rivadavia  | Humorista estelar | Con Cristina Pérez     | Radio Rivadavia  |
| 2022          | Crónica de una tarde anunciada | Radio Rivadavia  | Humorista estelar | Con Nelson Castro      | Radio Rivadavia  |
| 2022          | Esta mañana                    | Radio Rivadavia  | Humorista estelar | Con Marcelo Longobardi | Radio Rivadavia  |
| 2016          | El rifle y la gente            | Radio Rivadavia  | Humorista estelar | Con El Rifle Varela    | Radio Rivadavia  |
| 2017-presente | Ahora Vengo                    | Aire de Santa Fe | Humorista estelar | Con Luis Mino          | Aire de Santa Fe |
| 2017          | 1070 sombras de Tarico         | Radio El Mundo   | Conductor         | Con Marcela Godoy      | Radio El Mundo   |
| 2014          | No está todo dicho             | La 100           | Humorista estelar | Con Guido Kaczka       | La 100           |
| 2014          | El Show de la Noticia          | La 100           | Humorista estelar | Con Roberto Pettinato  | La 100           |
| 2011-2012     | Primera Mañana                 | Radio Mitre      | Humorista estelar | Con Alicia Petti       | Radio Mitre      |
| 2009-2010     | Hola Chiche                    | Radio Mitre      | Humorista estelar | Con Chiche Gelblung    | Radio Mitre      |
| 2007-2008     | Dady 790                       | Radio Mitre      | Humorista estelar | Con Dady Brieva        | Radio Mitre      |

## Teatro
| Año           | Título                                            | Elenco           | Rol               | Lugar                                                     | Ref.   |
| ------------- | ------------------------------------------------- | ---------------- | ----------------- | --------------------------------------------------------- | ------ |
| 2024-presente | Tarico on the Rotemberg: Sean de Termos y Mabeles | David Rottemberg | Humorista estelar | Teatro Politeama y Gira Nacional                          | [ 17 ] |
| 2023          | VOTE 2023: Tarico on the Rottemberg               | David Rottemberg | Humorista estelar | Teatro Politeama y Gira Nacional                          | [ 18 ] |
| 2019          | Fátima es Mágica                                  | Fátima Florez    | Humorista         | Teatro Radio City-Roxy-Melany                             | [ 19 ] |
| 2016- 2018    | Tarico on the Rotemberg: Tomatelo con joda        | David Rottemberg | Humorista estelar | Teatro Maipo y Gira Nacional                              | [ 20 ] |
| 2015-2016     | Tarico: ¿Y ahora?                                 | Unipersonal      | Humorista estelar | Cine Teatro Helios Radio City+Roxy+Melany y Gira Nacional | [ 21 ] |
| 2012-2016     | Tarico - el multipersonal                         | Unipersonal      | Humorista estelar | Teatro Niní Marshall Teatro Maipo y Gira Nacional         | [ 22 ] |
| 2008-2011     | Cazuela de Taricos                                | Unipersonal      | Humorista estelar | Cine Teatro San Pedro Multiteatro Comafi y Gira Nacional  | [ 23 ] |

## Premios y nominaciones
| Año  | Premio                              | Categoría                                           | Trabajo nominado                                  | Resultado | Ref.   |
| ---- | ----------------------------------- | --------------------------------------------------- | ------------------------------------------------- | --------- | ------ |
| 2024 | Premios Estrella de Mar 2025        | Humor                                               | Tarico on the Rotemberg: Sean de Termos y Mabeles | Ganador   | [ 24 ] |
| 2024 | Premios Martín Fierro de Radio 2024 | Mejor Labor Humorística                             | Cristina sin vueltas                              | Ganador   | [ 25 ] |
| 2024 | Premios Martín Fierro Latino 2024   | Mejor Labor Humorística                             | TN Radio Rivadavia                                | Nominado  | [ 26 ] |
| 2022 | Premios Martín Fierro de Radio 2022 | Mejor Labor Humorística                             | Crónica de una tarde anunciada                    | Ganador   | [ 27 ] |
| 2022 | Premios Martín Fierro de Cable 2022 | Mejor Labor Humorística                             | Nuestras Tardes y Otra Vuelta Más                 | Ganador   | [ 28 ] |
| 2019 | Premios Carlos 2019                 | Mejor Imitador                                      | Fátima es Mágica                                  | Ganador   | [ 29 ] |
| 2019 | Premios VOS                         | Mejor Labor destacada en show                       | Fátima es Mágica                                  | Ganador   | [ 30 ] |
| 2019 | Premios VOS                         | Mejor momento perfecto                              | Fátima es Mágica                                  | Ganador   | [ 31 ] |
| 2016 | Premios Martín Fierro de Radio 2016 | Mejor Labor Humorística                             | El rifle y la gente y 1070 sombras de Tarico      | Nominado  | [ 32 ] |
| 2015 | Premios Martín Fierro de Radio 2015 | Mejor Labor Humorística                             | No está todo dicho                                | Nominado  | [ 33 ] |
| 2014 | Premios Martín Fierro de Radio 2014 | Mejor Labor Humorística                             | No está todo dicho                                | Nominado  | [ 34 ] |
| 2013 | Premios Martín Fierro de Radio 2013 | Mejor Labor Humorística                             | El Show de la Noticia                             | Ganador   | [ 35 ] |
| 2012 | Premios Martín Fierro de Radio 2012 | Mejor Labor Humorística                             | Primera Mañana                                    | Nominado  | [ 36 ] |
| 2011 | Premios Martín Fierro de Radio 2011 | Mejor Labor Humorística                             | Primera Mañana y Hola Chiche                      | Ganador   | [ 37 ] |
| 2009 | Premios Ace 2009                    | Mejor actuación humorística en prosa y/o en musical | Cazuela de Taricos                                | Nominado  | [ 38 ] |
| 2008 | Premios Martín Fierro de Radio 2008 | Mejor Labor Humorística                             | Dady 790                                          | Nominado  | [ 39 ] |

## Libros
- El humor en la era K, Ariel Tarico, Esteban D'Aranno y Julio Leiva, Ed. Planeta, Bs. As. 2008. [40]